# Charly Jacobs
Charly Jacobs (21 juli 1948 – 9 januari 2013) was een Belgisch voetballer.
Jacobs was aanvaller en speelde van 1972 tot en met 1982 bij R. Sporting du Pays de Charleroi. Hij speelde 254 wedstrijden voor "de Zebra's" en maakte meer dan honderd doelpunten. Daarvoor was hij actief bij RAA Louviéroise en ROC de Charleroi-Marchienne.
"Charly de Blitz" (Charly-la-Foudre) kwam één interland uit voor zijn vaderland: in 1979 onder leiding van bondscoach Guy Thijs tegen Oostenrijk. Hij speelde 86 minuten mee.
In 2013 overleed hij aan een hartstilstand.